# Elaphoglossum lenticulatum
Elaphoglossum lenticulatum är en träjonväxtart som beskrevs av A. Rojas. Elaphoglossum lenticulatum ingår i släktet Elaphoglossum och familjen Dryopteridaceae. Inga underarter finns listade.